# Valley Ford
Valley Ford je obec na západě okresu Sonoma County ve státě Kalifornie. K roku 2010 zde žilo 147 obyvatel. Nachází se přibližně osm kilometrů severně od Tichého oceánu.